# HIP 41378 b
HIP 41378 b (بالإنجليزية: HIP 41378 b)‏ هو كوكب خارج المجموعة الشمسية، في كوكبة السرطان، يتبع HIP 41378 ‏.

## الاكتشاف
اكتشف في 31 مايو 2016.